# Famille Wac

Armoiries des Wake

La famille Wac ou Wake est un lignage bas-normand au service des Plantagenêts. Elle possédait des biens en Normandie, notamment à Rubercy (Bessin, Calvados), et en Angleterre.
Le légendaire rebelle anglo-saxon Hereward (vers 1070), n'est mentionné qu’au XIIIe siècle  sous le pseudonyme d’Hereward the Wake en anglais. Il semble devoir son nom à sa relation avec la seigneurie de Bourne dont les Wake étaient les tenants depuis le milieu du XIIe siècle.

## Histoire de la famille
La famille est peut-être d'origine scandinave ou anglo-scandinave comme le nom de personne Wac semble l'indiquer (anthroponyme issu du vieux norrois Vakr, accusatif Vak, sous une forme anglo-scandinave *Wak). La famille a cependant pu hériter de l'anthroponyme germanique Wacco que François de Beaurepaire croît reconnaître dans le toponyme Vacqueville, hameau de Vierville-sur-Mer.
Il a été plausiblement suggéré qu'Hugues Wac, un vassal de Ranulph de Gernon, le comte de Chester, a été amené en Angleterre par ce dernier. Il devient un membre important de la noblesse du Lincolnshire par son mariage avec Emma, la fille de Baudouin Fitz Gilbert, lord de Bourne.
Hugues obtient l'honneur de Bourne (dans le Lincolnshire) par sa femme, Elodie de Wawak, seule héritière de Baudouin Wakeriet. L'honneur était composé de trois ensembles de seigneuries dans ce comté. Tathytler, dont le site de leur habitat seigneurial a été méticuleusement fouillé,, les Wac possédaient des biens à Négreville, Sainte-Mère-Église, Saint-Hilaire-Petitville, Catteville dans le Clos du Cotentin et dans l'île de Guernesey, mais surtout à Lion-sur-Mer, Saint-Gabriel, Tracy et Longues-sur-Mer, toutes localités sises dans le Bessin.
En 1168, Hugues Wac fonde l'abbaye de Longues (Bessin). Son petit-fils Baudouin Wac prend le parti de Jean sans Terre en 1204 et perdit par conséquent toutes ses possessions normandes.
À partir du XIIIe siècle, les Wac (devenus Wake en Angleterre), obtiennent par héritage la baronnie de Liddel dans le Cumberland. La branche des barons de Liddel s'éteint en 1349, transmettant le fief aux Plantagenêts. Une branche cadette conserva la seigneurie de Blisworth jusqu'en 1523.